# Fontaine-sous-Préaux
Fontaine-sous-Préaux is een gemeente in het Franse departement Seine-Maritime (regio Normandië) en telt 556 inwoners (2005). De plaats maakt deel uit van het arrondissement Rouen.

## Geografie
De oppervlakte van Fontaine-sous-Préaux bedraagt 3,5 km², de bevolkingsdichtheid is 158,9 inwoners per km².
De onderstaande kaart toont de ligging van Fontaine-sous-Préaux met de belangrijkste infrastructuur en aangrenzende gemeenten.

## Demografie
Onderstaande figuur toont het verloop van het inwonertal (bron: INSEE-tellingen).